# Преобразование Лапласа
Преобразова́ние Лапла́са (ℒ) — интегральное преобразование, связывающее функцию {\displaystyle \ F(s)} комплексного переменного (изображение) с функцией {\displaystyle \ f(x)} вещественного переменного (оригинал). С его помощью исследуются свойства динамических систем и решаются дифференциальные и интегральные уравнения.
Одной из особенностей преобразования Лапласа, которые предопределили его широкое распространение в научных и инженерных расчётах, является то, что многим соотношениям и операциям над оригиналами соответствуют более простые соотношения над их изображениями. Так, свёртка двух функций сводится в пространстве изображений к операции умножения, а линейные дифференциальные уравнения становятся алгебраическими.

## Определение

### Прямое преобразование Лапласа
Преобразованием Лапласа функции вещественной переменной {\displaystyle \ f(t)} называется функция {\displaystyle \ F(s)} комплексной переменной {\displaystyle s=\sigma +i\omega }, такая что:
{\displaystyle F(s)={\mathcal {L}}\left\{f(t)\right\}=\int \limits _{0}^{\infty }e^{-st}f(t)\,dt.}
Правая часть этого выражения называется интегралом Лапласа.
Иначе говоря, преобразование Лапласа есть преобразование Фурье функции {\displaystyle f(t)} помноженного на сжимающую функцию {\displaystyle H(t)e^{-\sigma t}} и является его обобщением для неограниченных по мощности сигналов {\displaystyle f(t)}, для которых преобразование Фурье не существует, но которые могут быть ограничены по мощности с помощью умножения на сжимающую функцию.
{\displaystyle {\mathcal {F}}\left\{H(t)e^{-\sigma t}f(t)\right\}=\int \limits _{-\infty }^{\infty }H(t)e^{-\sigma t}f(t)e^{-i\omega t}\,dt=\int \limits _{0}^{\infty }f(t)e^{-st}\,dt={\mathcal {L}}\left\{f(t)\right\}.}
Ввиду этого преобразование Лапласа наследует все вытекающие свойства преобразования Фурье с поправкой на наличие умножения оригинальной функции{\displaystyle \ f(t)} на сжимающую функцию.
Функцию {\displaystyle f(t)} называют оригиналом в преобразовании Лапласа, а функцию {\displaystyle F(s)} называют изображением функции {\displaystyle f(t)}.
В литературе связь между оригиналом и изображением часто обозначают так: {\displaystyle f(t)\risingdotseq F(s)} и {\displaystyle F(s)\fallingdotseq f(t)}, причём изображение принято записывать с заглавной буквы.

### Обратное преобразование Лапласа
Обратным преобразованием Лапласа функции комплексного переменного {\displaystyle F(s)\ } называется функция {\displaystyle f(t)\ } вещественной переменной, такая что:
{\displaystyle f(t)={\mathcal {L}}^{-1}\{F(s)\}={\frac {1}{2\pi i}}\lim _{\omega \rightarrow \infty }\int \limits _{\sigma _{1}-i\omega }^{\sigma _{1}+i\omega }e^{st}F(s)\,ds,}
где {\displaystyle \sigma _{1}\ } — некоторый параметр сжимающей функции такой, при котором преобразование Фурье функции {\displaystyle H(t)e^{-\sigma _{1}t}f(t)} существует (см. условия существования). Правая часть этого выражения называется интегралом Бромвича.

### Двустороннее преобразование Лапласа
Двустороннее преобразование Лапласа — обобщение на случай задач, в которых для функции {\displaystyle f(x)\ } участвуют значения {\displaystyle x<0}.
Двустороннее преобразование Лапласа определяется следующим образом:
{\displaystyle F(s)={\mathcal {L}}\{f(x)\}=\int \limits _{-\infty }^{+\infty }e^{-sx}f(x)\,dx.}

### Дискретное преобразование Лапласа
Применяется в сфере систем компьютерного управления. Дискретное преобразование Лапласа может быть применено для решётчатых функций.
Различают {\displaystyle D\ }-преобразование и {\displaystyle Z\ }-преобразование.
- {\displaystyle D\ }-преобразование

Пусть {\displaystyle x_{d}(t)=\sum \limits _{n=0}^{\infty }x(nT)\cdot \delta (t-nT)} — решётчатая функция, то есть значения этой функции определены только в дискретные моменты времени {\displaystyle nT\ }, где {\displaystyle n\ } — целое число, а {\displaystyle T\ } — период дискретизации.
Тогда, применяя преобразование Лапласа, получим:
{\displaystyle {\mathcal {D}}\{x_{d}(t)\}=\sum \limits _{n=0}^{\infty }x(nT)\cdot e^{-snT}.}
- {\displaystyle Z\ }-преобразование

Если применить следующую замену переменных:
{\displaystyle z=e^{sT},}
получим {\displaystyle Z}-преобразование:
{\displaystyle {\mathcal {Z}}\{x_{d}(t)\}=\sum \limits _{n=0}^{\infty }x(nT)\cdot z^{-n}.}

## Свойства и теоремы
- Абсолютная сходимость

Если интеграл Лапласа абсолютно сходится при {\displaystyle \sigma =\sigma _{0}}, то есть существует предел
{\displaystyle \lim _{b\to \infty }\int \limits _{0}^{b}|f(x)|e^{-\sigma _{0}x}\,dx=\int \limits _{0}^{\infty }|f(x)|e^{-\sigma _{0}x}\,dx,}
то он сходится абсолютно и равномерно для {\displaystyle \sigma \geqslant \sigma _{0}} и {\displaystyle F(s)} — аналитическая функция при {\displaystyle \sigma \geqslant \sigma _{0}} ({\displaystyle \sigma =\mathrm {Re} \,s} — вещественная часть комплексной переменной {\displaystyle s}). Точная нижняя грань {\displaystyle \sigma _{a}} множества чисел {\displaystyle \sigma }, при которых это условие выполняется, называется абсциссой абсолютной сходимости преобразования Лапласа для функции {\displaystyle f(x)}.
- Условия существования прямого преобразования Лапласа

Преобразование Лапласа {\displaystyle {\mathcal {L}}\{f(x)\}} существует в смысле абсолютной сходимости в следующих случаях:
1. {\displaystyle \sigma \geqslant 0}: преобразование Лапласа существует, если существует интеграл {\displaystyle \int \limits _{0}^{\infty }|f(x)|\,dx};
2. {\displaystyle \sigma >\sigma _{a}}: преобразование Лапласа существует, если интеграл {\displaystyle \int \limits _{0}^{x_{1}}|f(x)|\,dx} существует для каждого конечного {\displaystyle x_{1}>0} и {\displaystyle |f(x)|\leqslant Ke^{\sigma _{a}x}} для {\displaystyle x>x_{2}\geqslant 0};
3. {\displaystyle \sigma >0} или {\displaystyle \sigma >\sigma _{a}} (какая из границ больше): преобразование Лапласа существует, если существует преобразование Лапласа для функции {\displaystyle f'(x)} (производная от {\displaystyle f(x)}) для {\displaystyle \sigma >\sigma _{a}}.

Примечание: это достаточные условия существования.
- Условия существования обратного преобразования Лапласа

Для существования обратного преобразования Лапласа достаточно выполнение следующих условий:
1. Если изображение {\displaystyle F(s)} — аналитическая функция для {\displaystyle \sigma \geqslant \sigma _{a}} и имеет порядок меньше −1, то обратное преобразование для неё существует и непрерывно для всех значений аргумента, причём {\displaystyle {\mathcal {L}}^{-1}\{F(s)\}=0} для {\displaystyle t\leqslant 0}.
2. Пусть {\displaystyle F(s)=\varphi [F_{1}(s),\;F_{2}(s),\;\ldots ,\;F_{n}(s)]}, так что {\displaystyle \varphi (z_{1},\;z_{2},\;\ldots ,\;z_{n})} аналитична относительно каждого {\displaystyle z_{k}} и равна нулю для {\displaystyle z_{1}=z_{2}=\ldots =z_{n}=0}, и {\displaystyle F_{k}(s)={\mathcal {L}}\{f_{k}(x)\}\;\;(\sigma >\sigma _{ak}\colon k=1,\;2,\;\ldots ,\;n)}, тогда обратное преобразование существует и соответствующее прямое преобразование имеет абсциссу абсолютной сходимости.

Примечание: это достаточные условия существования.
- Теорема о свёртке

Преобразованием Лапласа свёртки двух оригиналов является произведение изображений этих оригиналов:
{\displaystyle {\mathcal {L}}\{f(x)*g(x)\}={\mathcal {L}}\{f(x)\}\cdot {\mathcal {L}}\{g(x)\}.}
Для свёртки
{\displaystyle (f*g)(x)=\int _{0}^{\infty }dy\,f(x-y)g(y)}
Преобразование Лапласа:
{\displaystyle {\mathcal {L}}\left\{(f*g)(x)\right\}=\int _{0}^{\infty }dx\,e^{-sx}\int _{0}^{\infty }dy\,f(x-y)g(y)}
Для новой переменной {\displaystyle t=x-y,\;x=t+y}
{\displaystyle {\mathcal {L}}\left\{(f*g)(x)\right\}=\int _{0}^{\infty }dt\,e^{-s(t+y)}\int _{0}^{\infty }dy\,f(t)g(y)=\int _{0}^{\infty }dt\,e^{-st}f(t)\int _{0}^{\infty }dy\,e^{-sy}g(y)={\mathcal {L}}\left\{f(x)\right\}\cdot {\mathcal {L}}\left\{g(x)\right\}}
■
- Умножение изображений

{\displaystyle {\mathcal {L}}\left\{f(x)g(0)+\int \limits _{0}^{x}f(x-\tau )g'(\tau )\,d\tau \right\}=sF(s)G(s)}
Левая часть этого выражения называется интегралом Дюамеля, играющим важную роль в теории динамических систем.
- Дифференцирование и интегрирование оригинала

Изображением по Лапласу первой производной от оригинала по аргументу является произведение изображения на аргумент последнего за вычетом оригинала в нуле справа:
{\displaystyle {\mathcal {L}}\{f'(x)\}=s\cdot F(s)-f(0^{+}).}
В более общем случае (производная {\displaystyle n}-го порядка):
{\displaystyle {\mathcal {L}}\{f^{(n)}(x)\}=s^{n}\cdot F(s)-s^{n-1}f(0^{+})-s^{n-2}f^{(1)}(0^{+})-\ldots -sf^{(n-2)}(0^{+})-f^{(n-1)}(0^{+}).}
Изображением по Лапласу интеграла от оригинала по аргументу является изображение оригинала, делённое на свой аргумент:
{\displaystyle {\mathcal {L}}\left\{\int \limits _{0}^{x}f(t)\,dt\right\}={\frac {F(s)}{s}}.}
- Дифференцирование и интегрирование изображения

Обратное преобразование Лапласа от производной изображения по аргументу есть произведение оригинала на свой аргумент, взятое с обратным знаком:
{\displaystyle {\mathcal {L}}^{-1}\{F'(s)\}=-xf(x).}
Обратное преобразование Лапласа от интеграла изображения по аргументу есть оригинал этого изображения, делённый на свой аргумент:
{\displaystyle {\mathcal {L}}^{-1}\left\{\int \limits _{s}^{+\infty }F(s)\,ds\right\}={\frac {f(x)}{x}}.}
- Запаздывание оригиналов и изображений. Предельные теоремы

Запаздывание изображения:
{\displaystyle {\mathcal {L}}\{e^{ax}f(x)\}=F(s-a);}
{\displaystyle {\mathcal {L}}^{-1}\{F(s-a)\}=e^{ax}f(x).}
Запаздывание оригинала:
{\displaystyle {\mathcal {L}}\{f(t-a)H(t-a)\}=e^{-as}F(s);}
{\displaystyle {\mathcal {L}}^{-1}\{e^{-as}F(s)\}=f(x-a)H(x-a).}
где {\displaystyle H(x)} — функция Хевисайда.
Теоремы о начальном и конечном значении (предельные теоремы):
{\displaystyle f(\infty )=\lim _{s\to 0}sF(s)}, если все полюсы функции {\displaystyle sF(s)} находятся в левой полуплоскости.
Теорема о конечном значении очень полезна, так как описывает поведение оригинала на бесконечности с помощью простого соотношения. Это, например, используется для анализа устойчивости траектории динамической системы.
- Другие свойства

Линейность:
{\displaystyle {\mathcal {L}}\{af(x)+bg(x)\}=aF(s)+bG(s).}
Умножение на число:
{\displaystyle {\mathcal {L}}\{f(ax)\}={\frac {1}{a}}F\left({\frac {s}{a}}\right).}

## Прямое и обратное преобразование Лапласа некоторых функций
Ниже представлена таблица преобразования Лапласа для некоторых функций.
| № | Функция                                                                                             | Временная область {\displaystyle x(t)={\mathcal {L}}^{-1}\{X(s)\}}               | Частотная область {\displaystyle X(s)={\mathcal {L}}\{x(t)\}}                                                          | Область сходимости для причинных систем              |
| --- | --------------------------------------------------------------------------------------------------- | -------------------------------------------------------------------------------- | --- | ---------------------------------------------------- |
| 1 | дельта-функция                                                                                      | {\displaystyle \delta (t)\ }                                                     | {\displaystyle 1\ } | {\displaystyle \forall s\ }                          |
| 1a | запаздывающая дельта-функция                                                                        | {\displaystyle \delta (t-\tau )\ }                                               | {\displaystyle e^{-\tau s}\ }                                                                                          |                                                      |
| 2 | запаздывание {\displaystyle n}-го порядка с частотным сдвигом                                       | {\displaystyle {\frac {(t-\tau )^{n}}{n!}}e^{-\alpha (t-\tau )}\cdot H(t-\tau )} | {\displaystyle {\frac {e^{-\tau s}}{(s+\alpha )^{n+1}}}}                                                               | {\displaystyle \operatorname {Re} (s)>-\alpha }      |
| 2a | степенная {\displaystyle n}-го порядка, {\displaystyle n>-1}                                        | {\displaystyle {\frac {t^{n}}{n!}}\cdot H(t)}                                    | {\displaystyle {\frac {1}{s^{n+1}}}}                                                                                   | {\displaystyle \operatorname {Re} (s)>0}             |
| 2a.1 | степенная {\displaystyle q}-го порядка, {\displaystyle q\in \mathbb {C} }                           | {\displaystyle {\frac {t^{q}}{\Gamma (q+1)}}\cdot H(t)}                          | {\displaystyle {\frac {1}{s^{q+1}}}}                                                                                   | {\displaystyle \operatorname {Re} (s)>0}             |
| 2a.2 | функция Хевисайда                                                                                   | {\displaystyle H(t)\ }                                                           | {\displaystyle {\frac {1}{s}}}                                                                                         | {\displaystyle \operatorname {Re} (s)>0}             |
| 2b | функция Хевисайда с запаздыванием                                                                   | {\displaystyle H(t-\tau )\ }                                                     | {\displaystyle {\frac {e^{-\tau s}}{s}}}                                                                               | {\displaystyle \operatorname {Re} (s)>0}             |
| 2c | «ступенька скорости»                                                                                | {\displaystyle t\cdot H(t)\ }                                                    | {\displaystyle {\frac {1}{s^{2}}}}                                                                                     | {\displaystyle \operatorname {Re} (s)>0}             |
| 2d | {\displaystyle n}-го порядка с частотным сдвигом                                                    | {\displaystyle {\frac {t^{n}}{n!}}e^{-\alpha t}\cdot H(t)}                       | {\displaystyle {\frac {1}{(s+\alpha )^{n+1}}}}                                                                         | {\displaystyle \operatorname {Re} (s)>-\alpha }      |
| 2d.1 | экспоненциальное затухание                                                                          | {\displaystyle e^{-\alpha t}\cdot H(t)\ }                                        | {\displaystyle {\frac {1}{s+\alpha }}}                                                                                 | {\displaystyle \operatorname {Re} (s)>-\alpha \ }    |
| 3 | экспоненциальное приближение                                                                        | {\displaystyle (1-e^{-\alpha t})\cdot H(t)\ }                                    | {\displaystyle {\frac {\alpha }{s(s+\alpha )}}}                                                                        | {\displaystyle \operatorname {Re} (s)>0\ }           |
| 4 | синус                                                                                               | {\displaystyle \sin(\omega t)\cdot H(t)\ }                                       | {\displaystyle {\frac {\omega }{s^{2}+\omega ^{2}}}}                                                                   | {\displaystyle \operatorname {Re} (s)>0\ }           |
| 5 | косинус                                                                                             | {\displaystyle \cos(\omega t)\cdot H(t)\ }                                       | {\displaystyle {\frac {s}{s^{2}+\omega ^{2}}}}                                                                         | {\displaystyle \operatorname {Re} (s)>0\ }           |
| 6 | гиперболический синус                                                                               | {\displaystyle \mathrm {sh} \,(\alpha t)\cdot H(t)\ }                            | {\displaystyle {\frac {\alpha }{s^{2}-\alpha ^{2}}}}                                                                   | {\displaystyle \operatorname {Re} (s)>\|\alpha \|\ } |
| 7 | гиперболический косинус                                                                             | {\displaystyle \mathrm {ch} \,(\alpha t)\cdot H(t)\ }                            | {\displaystyle {\frac {s}{s^{2}-\alpha ^{2}}}}                                                                         | {\displaystyle \operatorname {Re} (s)>\|\alpha \|\ } |
| 8 | экспоненциально затухающий синус                                                                    | {\displaystyle e^{-\alpha t}\sin(\omega t)\cdot H(t)\ }                          | {\displaystyle {\frac {\omega }{(s+\alpha )^{2}+\omega ^{2}}}}                                                         | {\displaystyle \operatorname {Re} (s)>-\alpha \ }    |
| 9 | экспоненциально затухающий косинус                                                                  | {\displaystyle e^{-\alpha t}\cos(\omega t)\cdot H(t)\ }                          | {\displaystyle {\frac {s+\alpha }{(s+\alpha )^{2}+\omega ^{2}}}}                                                       | {\displaystyle \operatorname {Re} (s)>-\alpha \ }    |
| 10 | корень {\displaystyle n}-го порядка                                                                 | {\displaystyle {\sqrt[{n}]{t}}\cdot H(t)}                                        | {\displaystyle s^{-(n+1)/n}\cdot \Gamma \left(1+{\frac {1}{n}}\right)}                                                 | {\displaystyle \operatorname {Re} (s)>0}             |
| 11 | натуральный логарифм                                                                                | {\displaystyle \ln \left({\frac {t}{t_{0}}}\right)\cdot H(t)}                    | {\displaystyle -{\frac {1}{s}}[\ln(t_{0}s)+\gamma ]}                                                                   | {\displaystyle \operatorname {Re} (s)>0}             |
| 12 | функция Бесселя первого рода порядка {\displaystyle \nu }, {\displaystyle \nu >-1}                  | {\displaystyle J_{\nu }(\alpha t)\cdot H(t)}                                     | {\displaystyle {\frac {\left({\sqrt {s^{2}+\alpha ^{2}}}-s\right)^{\nu }}{\alpha ^{\nu }{\sqrt {s^{2}+\alpha ^{2}}}}}} | {\displaystyle \operatorname {Re} (s)>0\ }           |
| 13 | модифицированная функция Бесселя первого рода порядка {\displaystyle \nu }, {\displaystyle \nu >-1} | {\displaystyle I_{\nu }(\alpha t)\cdot H(t)}                                     | {\displaystyle {\frac {\left(s-{\sqrt {s^{2}-\alpha ^{2}}}\right)^{\nu }}{\alpha ^{\nu }{\sqrt {s^{2}-\alpha ^{2}}}}}} | {\displaystyle \operatorname {Re} (s)>\|\alpha \|\ } |
| 14 | функция Бесселя второго рода нулевого порядка                                                       | {\displaystyle Y_{0}(\alpha t)\cdot H(t)\ }                                      | {\displaystyle -{\frac {2\mathrm {arsh} (s/\alpha )}{\pi {\sqrt {s^{2}+\alpha ^{2}}}}}}                                | {\displaystyle \operatorname {Re} (s)>0\ }           |
| 15 | модифицированная функция Бесселя второго рода нулевого порядка                                      | {\displaystyle K_{0}(\alpha t)\cdot H(t)}                                        | {\displaystyle {\frac {\mathrm {arch} (s/\alpha )}{\sqrt {s^{2}-\alpha ^{2}}}}}                                        | {\displaystyle \operatorname {Re} (s)>\|\alpha \|}   |
| 16 | функция ошибок                                                                                      | {\displaystyle \mathrm {erf} (t)\cdot H(t)}                                      | {\displaystyle {\frac {e^{s^{2}/4}\mathrm {erfc} (s/2)}{s}}}                                                           | {\displaystyle \operatorname {Re} (s)>0}             |
| Примечания к таблице: - {\displaystyle H(t)\ } — функция Хевисайда; - {\displaystyle \delta (t)\ } — дельта-функция; - {\displaystyle \Gamma (z)\ } — гамма-функция; - {\displaystyle \gamma \ } — постоянная Эйлера — Маскерони; - {\displaystyle t\ } — вещественная переменная; - {\displaystyle s\ } — комплексная переменная; - {\displaystyle \alpha \ }, {\displaystyle \beta \ }, {\displaystyle \nu \ }, {\displaystyle \tau \ } и {\displaystyle \omega \ } — вещественные числа; - {\displaystyle n\ } — целое число. - Причинная система — система, в которой импульсная передаточная функция {\displaystyle h(t)\ } равна нулю для любого момента времени {\displaystyle t<0\ }. | |                                                                                  | |                                                      |

## Применения преобразования Лапласа
Преобразование Лапласа находит широкое применение во многих областях математики (операционное исчисление), физики и техники:
- Решение систем дифференциальных и интегральных уравнений — с помощью преобразования Лапласа легко переходить от сложных понятий математического анализа к простым алгебраическим соотношениям.[3]
- Расчёт передаточных функций динамических систем, таких, к примеру, как аналоговые фильтры.
- Расчёт выходных сигналов динамических систем в теории управления и обработке сигналов — так как выходной сигнал линейной стационарной системы равен свёртке её импульсной характеристики с входным сигналом, преобразование Лапласа позволяет заменить эту операцию на простое умножение.
- Расчёт электрических схем. Производится путём решения дифференциальных уравнений, описывающих схему операторным методом.
- Решение нестационарных задач математической физики.

Процедура решения дифференциального уравнения с использованием преобразования Лапласа состоит в следующем:
1. По заданному входному воздействию с помощью таблиц соответствий находят изображение.
2. По д.у. составляют передаточную функцию.
3. Находят изображение величины пунктов 1 и 2.
4. Определяют оригинал.[4]

## Связь с другими преобразованиями

### Фундаментальные связи
Практически все интегральные преобразования имеют схожую природу и могут получаться одно из другого через выражения соответствия. Многие из них являются частными случаями других преобразований. Далее даны формулы, связывающие преобразования Лапласа с некоторыми другими функциональными преобразованиями.

### Преобразование Лапласа — Карсона
Преобразование Лапласа — Карсона (иногда называют просто преобразование Карсона, иногда, не совсем корректно, используют преобразование Карсона, называя его преобразованием Лапласа) получается из преобразования Лапласа путём домножения изображения на комплексную переменную:
{\displaystyle {\mathcal {L}}_{K}\{f(x)\}=sF(s).}
Преобразование Карсона широко используется в теории электрических цепей, так как при таком преобразовании размерности изображения и оригинала совпадают, поэтому коэффициенты передаточных функций имеют физический смысл.

### Двустороннее преобразование Лапласа
Двустороннее преобразование Лапласа {\displaystyle {\mathcal {L}}_{B}} связано с односторонним с помощью следующей формулы:
{\displaystyle {\mathcal {L}}_{B}\{f(x);\;s\}={\mathcal {L}}\{f(x);\;s\}+{\mathcal {L}}\{f(-x);\;-s\}.}

### Преобразование Фурье
Непрерывное преобразование Фурье эквивалентно двустороннему преобразованию Лапласа с комплексным аргументом {\displaystyle s=i\omega }:
{\displaystyle F(\omega )={\mathcal {F}}\{f(x)\}={\mathcal {L}}\{f(x)\}{\Big |}_{s=i\omega }=F(s){\Big |}_{s=i\omega }=\int \limits _{-\infty }^{+\infty }e^{-i\omega x}f(x)\,dx.}
В свою очередь, преобразование Лапласа {\displaystyle {\mathcal {L}}\{f(t)\}} является преобразованием Фурье от функции {\displaystyle f(t)e^{-\lambda t}H(t)}, где {\displaystyle H(t)} — функция Хевисайда. Частоту {\displaystyle \omega } преобразования Фурье связывает с комплексным параметром преобразования Лапласа равенство {\displaystyle s=\lambda +i\omega } :
{\displaystyle {\mathcal {F}}\{f(t)e^{-\lambda t}H(t)\}=\int _{-\infty }^{\infty }f(t)e^{-\lambda t}H(t)e^{-i\omega t}dt=\int _{0}^{\infty }f(t)e^{-\lambda t}e^{-i\omega t}dt=\int _{0}^{\infty }f(t)e^{-(\lambda +i\omega )t}dt=\int _{0}^{\infty }f(t)e^{-st}dt={\mathcal {L}}\{f(t)\}}
Благодаря домножению на затухающую экспоненту {\displaystyle e^{-st}}, многие неограниченные на {\displaystyle t\to +\infty } функции становятся достаточно быстро затухающими, чтобы к ним было применимо преобразование Фурье. Неограниченный рост на {\displaystyle -\infty } предотвращает функция Хевисайда {\displaystyle H(t)}, которая зануляет функцию при отрицательных {\displaystyle t}.

Примечание: в этих выражениях опущен масштабирующий множитель {\displaystyle {\frac {1}{\sqrt {2\pi }}}}, который часто включается в определения преобразования Фурье.
Связь между преобразованиями Фурье и Лапласа часто используется для того, чтобы определить частотный спектр сигнала или динамической системы.

### Преобразование Меллина
Преобразование Меллина и обратное преобразование Меллина связаны с двусторонним преобразованием Лапласа простой заменой переменных. Если в преобразовании Меллина
{\displaystyle G(s)={\mathcal {M}}\left\{g(\theta )\right\}=\int \limits _{0}^{\infty }\theta ^{s}{\frac {g(\theta )}{\theta }}\,d\theta }
положим {\displaystyle \theta =e^{-x}}, то получим двустороннее преобразование Лапласа.

### Z-преобразование
{\displaystyle Z}-преобразование — это преобразование Лапласа решётчатой функции, производимое с помощью замены переменных:
{\displaystyle z\equiv e^{sT},}
где {\displaystyle T=1/f_{s}\ } — период дискретизации, а {\displaystyle f_{s}\ } — частота дискретизации сигнала.
Связь выражается с помощью следующего соотношения:
{\displaystyle X_{q}(s)=X(z){\Big |}_{z=e^{sT}}.}

### Преобразование Бореля
Интегральная форма преобразования Бореля идентична преобразованию Лапласа, существует также обобщённое преобразование Бореля, с помощью которого использование преобразования Лапласа распространяется на более широкий класс функций.